# Lake Judd
Der Lake Judd ist ein See im Süden des australischen Bundesstaates Tasmanien. Er liegt an den Westhängen des Mount Sarah Jane im Nordostteil des Southwest-Nationalparks, ca. 8 km östlich des Lake Pedder. 
Im See entspringt der Anne River. Die Kleinstadt Maydena liegt ca. 24 km nordöstlich des Sees und die Kleinstadt Strathgordon ca. 38 km nordwestlich.